# Systém nosné telefonie
Nosná telefonie je metoda přenosu několika telefonních kanálů jedním vedením. V letech 1940 až 1980 před zavedením digitálních přenosových systémů byly systémy nosné telefonie velmi rozšířené, od jednokanálových, které přenášely jeden základní a jeden dodatečný kanál po lince určené pro jeden telefonní hovor, až po systémy s tisíci kanálů, které používaly koaxiální kabely nebo radioreléové spoje, a které byly používány pro meziměstské a mezinárodní linky.
Systémy nosné telefonie využívají techniku frekvenčního multiplexu; na vysílací straně jsou jednotlivé kanály amplitudově namodulovány na různé nosné kmitočty. Na přijímací straně jsou odděleny pomocí filtrů a demodulovány.

## Historie
Účelem systémů nosné telefonie je snížit náklady přenosem většího množství hovorů jedním kabelem. Telefonní systémy 19. století pracující v základním pásmu, mohly přenášet pouze jeden telefonní hovor po každém páru vodičů, takže se vzrůstajícím provozem bylo nutné používat kabely se stále větším počtem vodičů.
Ve 20. letech 20. století umožnilo nasazení frekvenčního multiplexu přenos několik telefonních okruhů na běžných kroucených párech vodičů, s nástupem využívání koaxiálních kabelů ve třicátých letech se objevuje L-nosič a podobné systémy, které dovolují přenos stovek hovorů najednou po jednom koaxiálním kabelu:
| Název | Rok  | Kmitočet | Koax. kabelů | Max. vzdálenost | Hovor. kanálů |
| ----- | ---- | -------- | ------------ | --------------- | ------------- |
| L-1   | 1941 | 3 MHz    | 4            | 8 mil           | 600           |
| L-2   | 1942 | 840 kHz  | 4            | 16 mil          | 360           |
| L-3   | 1950 | 8 MHz    | 8            | 4 míle          | 1860          |
| L-4   | 1967 | 17 MHz   | 20           | 2 míle          | 3600          |
| L-5   | 1972 | 57 MHz   | 22           | 1 míle          | 10800         |
| L-5E  | 1975 | 66 MHz   | 22           | 1 míle          | 13200         |

Z tabulky je patrné, jak se kapacita těchto systémů postupně zvyšovala. Ale v 50. létech 20. století se výzkumná pracoviště začala zabývat myšlenkou, jak využít časového multiplexu pro další snížení nákladů. Tyto práce vedly k nasazení linek T a podobných digitálních systémů, nejdříve pro místní použití.
Díky malé vzdálenosti mezi opakovači, kterou dovolovaly starší digitálními systémy, byly systémy nosné telefonie používány na dálkových spojích až do konce 70. let 20. století, kdy se parametry optických kabelů zlepšily natolik, že se digitální linky staly nejefektivnější pro vedení na malé i velké vzdálenosti.